# Río Machángara (Río Cuenca)
Der Río Machángara ist der 43 km lange linke Quellfluss des Río Cuenca in den Provinzen Cañar und Azuay im Süden von Ecuador.

## Flusslauf
Der Río Machángara entspringt 26 km nordnordwestlich von Cuenca in der Cordillera Occidental auf einer Höhe von etwa 4000 m. Der Oberlauf liegt in der Provinz Cañar. Der Río Machángara fließt anfangs in überwiegend nordnordöstlicher Richtung. Dabei durchfließt er den etwa 3800 m hoch gelegenen See Laguna Machángara Cocha. Anschließend wendet sich der Fluss nach Südosten. Bei Flusskilometer 29 wird der Río Machángara von der Talsperre Chanlud aufgestaut. Der Río Machángara wendet sich ab Flusskilometer 23 nach Süden. Nach weiteren 5 km trifft der Río Chulco von Westen kommend auf den Fluss. Oberhalb der Einmündung befindet sich am rechten Ufer das Wasserkraftwerk Saucay. 12,5 km oberhalb der Vereinigung des Río Machángara mit dem Río Tomebamba zum Río Cuenca befindet sich das Wasserkraftwerk Saymirín am rechten Flussufer. Auf seinen letzten Kilometern durchfließt der Río Machángara die nördlichen Vororte von Cuenca.
Das Einzugsgebiet des Río Machángara umfasst eine Fläche von etwa 310 km².

## Wasserkraftnutzung

### Talsperre Chanlud
Die Talsperre Chanlud (⊙) liegt bei Flusskilometer 29 am Oberlauf des Río Machángara. Sie wurde zwischen 1994 und August 1996 errichtet und ging am 16. Juli 1997 offiziell in Betrieb. Die Talsperre besteht aus einer 51 m hohen Bogengewichtsmauer aus Stahlbeton. Das Speichervolumen beträgt 17 Millionen m³. Der etwa 3460 m hoch gelegene Stausee bedeckt eine Fläche von ungefähr 68 ha. Die Talsperre dient als Wasserspeicher für die Wasserkraftwerke Saucay und Saymirín, insbesondere während Trockenperioden. Eine etwa 9 km lange Wasserleitung führt das Wasser unterhalb der Talsperre dem Oberbecken des Wasserkraftwerks Saucay zu.

### Talsperre El Labrado
Die Talsperre El Labrado (⊙) trägt auch die Bezeichnung La Presa Lcdo. Daniel Toral Vélez. Sie liegt am Río Chulco, einem rechten Nebenfluss des Río Machángara. Die Talsperre wurde zwischen November 1969 und April 1972 errichtet. Sie besteht aus einer 13 m hohen Gewichtsstaumauer. Das Speichervolumen liegt bei 6,2 Millionen m³. Der Stausee liegt auf einer Höhe von etwa 3400 m. Er besitzt eine Wasserfläche von ungefähr 58 ha. Eine etwa 7,5 km lange Wasserleitung führt das Wasser unterhalb der Talsperre dem Ausgleichsbecken des Wasserkraftwerks Saucay zu.

### Wasserkraftwerk Saucay
Das Wasserkraftwerk Saucay (⊙) trägt auch die Bezeichnung Central Hidroeléctrica Ing. Fernando Malo Cordero. Das Kraftwerk wurde in zwei Stufen gebaut. 1978 erhielt es zwei Pelton-Turbinen zu je 4000 kW, 1982 zwei Pelton-Turbinen zu je 8000 kW. Somit besitzt das Kraftwerk eine installierte Leistung von 24 MW. Zwei 1317 m lange Druckleitungen führen das Wasser vom Ausgleichsbecken hinab zum Kraftwerkshaus (⊙). Die Ausbauwassermenge liegt bei 7,2 m³/s. Die Fallhöhe beträgt 425 m. Die 4 Einheiten liefern eine Spannung von 4160 V. Ein Umspannwerk erhöht im Anschluss die Spannung auf 69 kV. Unterhalb des Kraftwerks wird das Wasser wieder in den Fluss geleitet.

### Wasserkraftwerk Saymirín
Das Wasserkraftwerk Saymirín (⊙) trägt auch die Bezeichnung Central Hidroeléctrica Sr. Arturo Salazar Orrego. Es wurde 1956 errichtet und hatte anfangs zwei Pelton-Turbinen zu je 1250 kW. 1963 wurden zwei weitere Pelton-Turbinen zu je 1960 kW hinzugefügt. Im Jahr 1995 wurde das Kraftwerk um zwei Francis-Turbinen zu je 4000 kW ergänzt. Die installierte Gesamtleistung liegt somit bei 14.420 kW. Etwa 500 m unterhalb des Wasserkraftwerks Saucay wird das Wasser des Río Machángara an einem Wehr (⊙) abgeleitet und über eine etwa 5,7 km lange Wasserleitung dem Ausgleichsbecken (⊙) des Wasserkraftwerks Saymirín zugeführt. Drei 345 m lange Druckleitungen führen das Wasser vom Ausgleichsbecken zum Kraftwerk. Die Ausbauwassermenge liegt bei 7,9 m³/s, die Fallhöhe liegt bei 212 m.  Die 4 älteren Einheiten liefern eine Spannung von 2400 V. Ein Umspannwerk erhöht im Anschluss die Spannung auf 22 kV. Die beiden letzten Einheiten liefern ebenfalls eine Spannung von 2400 V, welche jedoch anschließend in 69 kV umgewandelt werden. Unterhalb des Kraftwerks gelangt das Wasser wieder in den Río Machángara.